# جو كوكي (لاعب كريكت)
جو كوكي (30 مايو 1997 في المملكة المتحدة - ) (بالإنجليزية: Joe Cooke)‏ هو لاعب كريكت بريطاني.

## وصلات خارجية
- جو كوك على موقع إي آس بي آن كريك إنفو (الإنجليزية)